# 林修平
林 修平（はやし しゅうへい）は、日本の数学者。東京大学数理科学研究科准教授。専門は力学系、エルゴード理論。多様体上の可微分力学系の生成的性質などの研究をしている。理学博士。

## 略歴
1995年 早稲田大学理工学研究科博士課程修了、博士（理学）。早稲田大学教育学部助手を経て、1998年 早稲田大学商学部助教授。この間に不変多様体の安定性に関する研究を進め、C¹安定性予想とΩ安定性予想を証明する業績をあげた。
1998年、ベルリンで開催された国際数学者会議には招待講演者として招聘されている。
2002年、東京大学数理科学研究科助教授。
2007年、同准教授。

## エピソード
東京大学教養課程の数学の授業では、通常は将来数学が必須となる理科一類の学生達に行うハードな内容の授業を、知識・教養程度として数学を学ぶ理科二類、三類の学生に対しても遠慮なく行っていた。